# Szilvia Szabó
Szilvia Szabó (* 24. Oktober 1978 in Budapest) ist eine ehemalige ungarische Kanutin.

## Karriere
Szilvia Szabó war bei Welt- und Europameisterschaften sehr erfolgreich. Insgesamt 13 Mal wurde sie in verschiedenen Bootsklassen Weltmeisterin. Nachdem sie zunächst mit dem Vierer-Kajak über 500 Meter 1997 in Dartmouth und 1998 in Szeged Silbermedaillen gewonnen hatte, sicherte sie sich in Mailand bei den Weltmeisterschaften 1999 ihre ersten Titel im Vierer-Kajak über 200 und über 500 Meter. Mit dem Zweier-Kajak sicherte sie sich über 500 Meter zudem die Bronzemedaille. 2001 folgten in Posen weitere Titelgewinne mit dem Zweier-Kajak auf der 500-Meter-Strecke sowie im Vierer-Kajak über 500 und über 1000 Meter. Erstmals gewann Szabó auch eine Medaille im Einer-Kajak, als sie auf der 200-Meter-Distanz Dritte wurde. Gleich vier Titel gewann sie 2002 in Sevilla: über 500 und über 1000 Meter im Zweier-Kajak sowie über 200 und über 500 Meter im Vierer-Kajak. Bei den Weltmeisterschaften 2003 in Gainesville verteidigte sie alle Titel bis auf den in der 1000-Meter-Konkurrenz im Zweier-Kajak. 2005 errang Szabó in Zagreb im Vierer-Kajak über 1000 Meter ihren letzten WM-Titel. Auf der 500-Meter-Distanz gewann sie Bronze, im Einer-Kajak wurde sie über 200 Meter Vizeweltmeisterin.
Auch bei den Europameisterschaften sammelte Szabó zahlreiche Titel. 1997 belegte sie in Plowdiw im Vierer-Kajak über 500 Meter noch den zweiten Platz, ehe sie 1999 in Zagreb in dieser Disziplin Europameisterin wurde. Über 200 Meter sowie im Zweier-Kajak über 200 und über 500 Meter schloss sie den Wettbewerb jeweils auf dem zweiten Platz ab. Ein Jahr darauf gewann sie in Posen ihren zweiten EM-Titel, als sie mit dem Vierer-Kajak auf der 200-Meter-Strecke siegreich blieb. Über 500 Meter wurde sie mit dem Vierer-Kajak einmal mehr Zweite. Drei Titelgewinne folgten 2001 in Mailand: sie wurde im Einer-Kajak über 200 Meter ebenso Erste wie auch im Zweier-Kajak und im Vierer-Kajak jeweils über 500 Meter. 2002 verteidigte sie in Szeged ihren Titel im Vierer-Kajak über 500 Meter und eroberte auch im Zweier-Kajak auf der 1000-Meter-Distanz die Goldmedaille. Im Zweier-Kajak über 500 Meter und im Vierer-Kajak über 200 Meter belegte sie jeweils den zweiten Platz. Bei den Europameisterschaften 2004 in Posen gewann Szabó erneut den Wettkampf im Zweier-Kajak über 1000 Meter, im Vierer-Kajak wurde sie über 200 und über 500 Meter jeweils Zweite. Ihre letzte Europameisterschaft bestritt sie ein Jahr darauf, ebenfalls in Posen. Im Einer-Kajak sicherte sie sich auf der 200-Meter-Strecke ihren neunten Titelgewinn, während sie im Vierer-Kajak über 500 Meter ihre zehnte Silbermedaille gewann.
Weitere Erfolge gelangen Szabó bei ihren Olympiateilnahmen. Ihr Olympiadebüt gab sie 2000 in Sydney, bei denen sie in zwei Wettkämpfen antrat. Mit Katalin Kovács gewann sie im Zweier-Kajak ihren Vorlauf und qualifizierte sich damit direkt für den Endlauf. Diesen beendeten sie in 1:58,580 Minuten auf dem zweiten Platz, knapp 1,5 Sekunden hinter den deutschen Olympiasiegerinnen Birgit Fischer und Katrin Wagner sowie zwei Zehntel Sekunden vor den drittplatzierten Polinnen Aneta Pastuszka und Beata Sokołowska. Szabó gehörte auch zur Besatzung des ungarischen Vierer-Kajaks, der zudem mit Rita Kőbán, Katalin Kovács und Erzsébet Viski besetzt war. Auch in diesem Wettbewerb wurde der Vorlauf gewonnen. Im Finale wurden die Ungarinnen einmal mehr nur vom deutschen Kajak geschlagen, der knappe vier Zehntel Sekunden vor ihnen die Ziellinie überquerte. Mit 1:34,946 Minuten hatten sie auf die drittplatzierten Rumäninnen hingegen einen Vorsprung von 2,1 Sekunden, womit Szabó ihre zweite Silbermedaille gewann.
Bei den Olympischen Spielen 2004 in Athen gehörte sie erneut zur Besatzung des Vierer-Kajaks, die sich aus Szabó, Katalin Kovács, Erzsébet Viski und Kinga Bóta zusammensetzte. Im Vorlauf platzierten sich die Ungarinnen ebenso hinter dem deutschen Vierer-Kajak auf dem zweiten Rang wie schließlich auch im Finale. Dieses schlossen sie in 1:34,536 Minuten mit einem Rückstand von 0,2 Sekunden auf die siegreichen Deutschen ab. Dritter wurde die ukrainische Mannschaft, die 1,5 Sekunden Rückstand auf Ungarn hatte. Nach ihrer dritten Silbermedaille bei Olympischen Spielen wurde ihr 2004 das Offizierskreuz des Ungarischen Verdienstordens verliehen.